# Habitatge al carrer Major, 5 (Bràfim)
L'Habitatge al carrer Major, 5 és una obra eclèctica de Bràfim (Alt Camp) inclosa a l'Inventari del Patrimoni Arquitectònic de Catalunya.

## Descripció
Edifici situat al centre del nucli urbà. És una casa entre mitgeres de planta baixa i dos pisos. La façana presenta una disposició simètrica. A la planta baixa hi ha, centrada, una porta rectangular emmarcada per brancals de pedra picada en carreus regulars i una inscripció incisa a la llinda amb la data de 1898, i dues finestres rectangulars a ambdós costats amb reixes de ferro colat que presenten decoració geomètrica. Al primer pis hi ha dos balcons d'obertures rectangulars coronades per decoració classicitzant (palmetes), i dues finestres rectangulars al segon pis. L'edifici es corona amb un terrat. És remarcable la decoració incisa de la façana, i la inscripció motllurada que hi apareix al centre, amb el nom de "Maria". El material de la construcció és bàsicament la pedra.